# Josie Bissett
Josie Bissett (Seattle, Washington, 5 de octubre de 1970) es una actriz estadounidense.  

## Carrera
Comenzó su carrera artística a la edad de 12 años, como modelo publicitaria en televisión. Tras una breve estancia en Japón, a los 17 años se instala en Hollywood donde consigue el papel de Cara en la serie Valerie (1990-1991). En 1992 es seleccionada para participar en el reparto de Melrose Place, una de las series de mayor impacto en la televisión de la década de 1990. Interpretó el papel de Jane Mancini durante seis de las siete temporadas que la emisión se mantuvo en antena (concretamente de la 1 a la 4 y parte de la 5 y la 7) hasta 1999. 
Con posterioridad ha intervenido en algunas películas directamente estrenadas en televisión, así como en la serie The Secret Life of the American Teenager.
En cuanto a su carrera cinematográfica, debutó junto a Oliver Stone en la película The Doors (1991), interpretando a la esposa del guitarrista  Robby Krieger. Luego ha participado, entre otros títulos, en Book of Love y el thriller Mikey.
Es autora del libro para niños Tickle Monster, editado en abril de 2008.